# Orickite
La orickite è un minerale.